# Костянтин Замойський
Граф Костянтин Замойський (пол. Konstanty Zamoyski; 9 квітня 1799, Відень, Австрійська імперія — 9 січня 1866, Лондон, Велика Британія) — польський аристократ. Камергер імператора Російської імперії. Державний діяч Королівства Польського.

## Життєпис
Представник роду Замойських. Народився 1799 року в сім'ї Станіслава Костки Замойського та Софії Чарторийської. Був їх старшим сином. Освіту здобув у Женеві, Единбурзі та Лондоні. В Единбурзі започаткував створення польської бібліотеки, пожертвувавши значну частину своєї величезної колекції книг, придбаних в Англії.
Англофіл. Підтримував всі політики влади. Однак у 1830 році став учасником польського повстання. На свої кошти сформував уланський полк. Спершу, як простий солдат, а згодом у чині капітана брав участь у листопадовому повстанні.
1831 року батько назвав його 13 ординатом Замойської ординації. Велику увагу принесла Костянтину реформа оренди земельних ділянок, проведена разом із братом Анджеєм Замойським, що охопила близько 100 тисяч осіб, які мешкали в ординаті.
З 1834 — член Державної комісії з обслуговування боргу Королівства Польського.
У квітні 1827 року одружився з княжною Анієле Сапєгою (1801—1855), дочкою литовського магната, князя Франтішека Сапєги.
У шлюбі народилося 7 дітей:
- Ян (нар. 1828 — помер того ж року),
- Марія (1829—1861),
- Пелагея (1830—1894),
- Томаш Франтішек (1832—1889),
- Кароль Ігнаци (1834—1892),
- Юзеф Флоріан (1835—1878)
- Стефан (1836—1836).

Після смерті дружини близько 11 років жив у Лондоні, не цікавлячись справами ординату.